# ルーシー・ガーランド
ルーシー・ガーランド（Lucy Garland、1996年12月15日 - ）は、イングランドのハートフォードシャー州ヒッチン出身のプロレスラー。現在は、NXTにてスティービー・ターナー (Stevie Turner)というリングネームで活動。

## 来歴

### NXT UK
2021年3月25日、ガーランドは、スティービー・ターナーというリングネームでWWEと契約。ターナーは、4月1日放送のNXT UKでデビューを果たし、イーファ・ヴァルキリーと対戦するも敗北。5月12日、ターナーはローラ・ディ・マテオを破った。8月19日、ターナーは、NXT UK女子王座戦で里村明衣子と対戦するもタイトルを獲得することができなかった。9月～12月までは、その後出演がなかった。

### NXT
NXTニュー・イヤーズ・エヴィルでターナーは、リモートでの復活することを表明。2023年1月31日、ターナーは、ダニ・パーマーとデビュー戦を開き勝利した。3月1日では、ターナーのリモートショーでは、ターナーと対戦経験がある、ライラ・ヴァルキリアを取り上げた。

## 獲得タイトル
HOG
- HOG女子王座 : 1回

IPW
- IPW女子王座 : 1回

PWP
- PWP女子王座 : 1回

UPW
- UPW女子王座 : 1回

## 入場曲
- Cyber Runner 現在使用中